# Urosigalphus schwarzi
Urosigalphus schwarzi är en stekelart som beskrevs av Crawford 1907. Urosigalphus schwarzi ingår i släktet Urosigalphus och familjen bracksteklar. Inga underarter finns listade i Catalogue of Life.